# Vanessa Braun
Vanessa Braun (* 9. Januar 1998 in Saarlouis, Saarland) ist eine deutsche Leichtathletin in der Startklasse T38, die sich auf Kurzsprints und den Weitsprung spezialisiert hat. Sie läuft auch in der Staffel.

## Berufsweg
Vanessa Braun war Schülerin der Louis-Braille-Schule in Lebach, machte ihren Hauptschul-Abschluss und im Oktober 2016 begann ihre Arbeitserprobung für eine Ausbildung zur Kauffrau für Büromanagement.

## Sportliche Karriere
Braun begann durch ihre Lehrerin 2010 mit dem Sport und betreibt seit 2011 Leistungssport.
2014 holte sie bei den IWAS World Junior Games als Juniorenweltmeisterin über 100 und 200 Meter sowie mit der 4-mal-100-Meter-Staffel ihre ersten Titel.
2015 wurde Braun bei den IWAS World Junior Games U18-Weltmeisterin im Weitsprung und U20-Vizeweltmeisterin in der über 100 m und U23-Vizeweltmeisterin mit der 4-mal-100-Meter-Staffel.
2016 kam Braun in der U23-Klasse beim 100-Meter-Lauf auf einen dritten und beim 200-Meter-Lauf sowie im Weitsprung jeweils auf den 4. Platz. Später wurde sie als Teilnehmerin zu ihren ersten Paralympischen Spielen in Rio de Janeiro nominiert, wo sie beim 100-Meter-Lauf mit persönlicher Bestleistung von 14,59 s und im Weitsprung jeweils den 13. Platz belegte. Als Mitglied der 4-mal-100-Meter-Staffel kam sie auf den 4. Platz.
Vanessa Braun ist beim TV Püttlingen / LA Team Saar zu dem sie 2013 kam. Sie tritt in der Startklasse T38 (Athleten mit Ataxie) an.

## Ehrungen
2014 wurde Braun vom VdK Saarland für ihre Leistungen bei den U23-Weltmeisterschaften geehrt, und in ihrer Heimatgemeinde durfte sie sich in das goldene Buch eintragen. Sie schrieb: „Das Leben ist jetzt, ich brauche keine Zukunft, das Leben ist immer gerade jetzt. Und jetzt kann ich es neu gestalten.“

## Persönliche Bestleistungen
Stand: 12. September 2016 
- 100 m: 14,59 s Rio de Janeiro 2016, 9. September 2016
- Weitsprung: 4,08 m

Stand: 17. Mai 2017 
- 100 m: 14,46 s Plietzhausen (Stuttgart) 2017, 14. Mai 2017
- 200 m: 30,66 s Plietzhausen (Stuttgart) 2017, 14. Mai 2017

Stand: 10. Juni 2017 
- 100 m: 14,40 s Saarlandmeisterschaften (Saarbrücken) 2017, 10. Juni 2017

 Stand: 3. August 2017 
- 200 m: 30;47 s Juniorenweltmeisterschaften 2017

## Erfolge
National
- 2016: 3. Platz Internationale Deutsche Meisterschaften[8] (Weitsprung)
- 2016: 5. Platz Internationale Deutsche Meisterschaften (100 m[9] und 200 m[10])

International
- 2014: U18-Weltmeisterin (100 und 200 m)
- 2014: U23-Weltmeisterin (4 × 100 m)
- 2014: 3. Platz U23-Weltmeisterschaften (Weitsprung)
- 2015: U18-Weltmeisterin (Weitsprung)
- 2015: U20-Vizeweltmeisterin (100 m)
- 2015: U23-Vizeweltmeisterin (4 × 100 m)
- 2015: 3. Platz U18-Weltmeisterschaften (200 m)
- 2016: 3. Platz U23-Weltmeisterschaften (100 m)
- 2016: 4. Platz U23-Weltmeisterschaften (200 m und Weitsprung)
- 2016: 4. Platz Paralympische Spiele (4 × 100 m)
- 2016: 13. Platz Paralympische Spiele (100 m und Weitsprung)